# Andrew Kevin Walker
Andrew Kevin Walker, född 1964, är en amerikansk manusförfattare.

## Filmografi (i urval)
- 1994 – Ett riktigt mord?
- 1995 – Gömstället
- 1995 – Seven
- 1999 – Super 8
- 1999 – Sleepy Hollow
- 2010 – The Wolfman
- 2023 – The Killer